# 朱鼒㭿
壽陽端懿王朱鼒㭿（1516年—1541年），明朝慶藩第二代壽陽王，壽陽和靖王朱台濠的嫡子。

## 生平
正德十三年（1518年），壽陽和靖王朱台濠去世。嘉靖十三年（1534年）十二月，朱鼒㭿襲封壽陽王。
嘉靖二十年（1541年），朱鼒㭿去世，享年二十六歲，諡號端懿。十三年後，嫡長子朱倪爋襲爵。

## 家庭

### 妻
- 楊氏，嘉靖二十年（1541年）十二月冊為壽陽王妃[6]。

### 子
- 嫡長子：壽陽僖憲王朱倪爋